# (31896) Gaydarov
(31896) Gaydarov est un astéroïde de la ceinture principale.

## Description
(31896) Gaydarov est un astéroïde de la ceinture principale. Il fut découvert le 30 mars 2000 à Socorro (Nouveau-Mexique) par le projet LINEAR. Il présente une orbite caractérisée par un demi-grand axe de 2,47 UA, une excentricité de 0,12 et une inclinaison de 5,7° par rapport à l'écliptique.

## Compléments